# Tabla de congruencias
En matemáticas, una congruencia es una relación de equivalencia en los enteros.  Las siguientes secciones listan congruencias importantes o interesantes relacionadas con los primos.

## Tabla de congruencias que caracterizan a los primos especiales
| {\displaystyle 2^{n-1}\equiv 1{\pmod {n}}}                               | caso especial del pequeño teorema de Fermat, cumplido por todos los números primos impares |
| {\displaystyle 2^{p-1}\equiv 1{\pmod {p^{2}}}}                           | las soluciones son los números primos de Wieferich (ejemplo: 1093)                         |
| {\displaystyle F_{n-\left({\frac {n}{5}}\right)}\equiv 0{\pmod {n}}}     | cumplido por todos los números primos                                                      |
| {\displaystyle F_{p-\left({\frac {p}{5}}\right)}\equiv 0{\pmod {p^{2}}}} | las soluciones son los números primos de Wall-Sun-Sun (no se sabe ejemplo)                 |
| {\displaystyle {2n-1 \choose n-1}\equiv 1{\pmod {n^{3}}}}                | por el teorema de Wolstenholme cumplido por todos los números primos mayores que 3         |
| {\displaystyle {2p-1 \choose p-1}\equiv 1{\pmod {p^{4}}},}               | las soluciones son los números primos de Wolstenholme (ejemplo: 16843)                     |
| {\displaystyle (n-1)!\ \equiv \ -1{\pmod {n}}}                           | por el teorema de Wilson un número natural n es primo si y sólo si cumple las congruencias |
| {\displaystyle (p-1)!\ \equiv \ -1{\pmod {p^{2}}}}                       | las soluciones son los números primos de Wilson (ejemplo: 5)                               |
| {\displaystyle 4[(p-1)!+1]\ \equiv \ -p{\pmod {p(p+2)}}}                 | las soluciones son números primos gemelos                                                  |

## Otras congruencias relacionadas con los primos
Hay otras congruencias relacionadas con los primos que proporcionan condiciones necesarias y suficientes sobre la primordialidad de ciertas subsecuencias de los números naturales. 
Muchos de estas declaraciones alternativas que caracterizan la primordialidad están relacionadas con el teorema de Wilson, o son reaformulacioness de este resultado clásico dadas en términos de otras variantes especiales de funciones factoriales generalizadas. Por ejemplo, nuevas variantes de teorema de Wilson declarado en términos de la hiperfactoriales, subfactoriales, y superfactoriales se dan en.

### Variantes del teorema de Wilson
Para enteros {\displaystyle k\geq 1}, tenemos la siguiente forma del teorema de Wilson: 
{\displaystyle (k-1)!(p-k)!\equiv (-1)^{k}{\pmod {p}}\iff p{\text{ primo. }}}
Si {\displaystyle p} es impar, tenemos que 
{\displaystyle \left({\frac {p-1}{2}}\right)!^{2}\equiv (-1)^{(p+1)/2}{\pmod {p}}\iff p{\text{ número primo impar. }}}

### El teorema de Clemente sobre los primos gemelos
El teorema basado en la congruencia de Clement caracteriza los pares de los número primo gemelo de la forma {\displaystyle (p,p+2)} a través de las siguientes condiciones:
{\displaystyle 4[(p-1)!+1]\equiv -p{\pmod {p(p+2)}}\iff p,p+2{\text{ ambos son primos. }}}
El artículo original de P. A. Clement de 1949 proporciona una prueba de este interesante criterio teórico de números elementales para la primalidad de gemelos basado en el teorema de Wilson. Otra caracterización dada en el artículo de Lin y Zhipeng establece que
{\displaystyle 2\left({\frac {p-1}{2}}\right)!^{2}+(-1)^{\frac {p-1}{2}}(5p+2)\equiv 0\iff p,p+2{\text{ ambos son primos. }}}

### Caracterizaciones de tuplas y conglomerados primos
Los pares primos de la forma {\displaystyle (p,p+2k)} para algunos {\displaystyle k\geq 1} incluyen los casos especiales de números primos primos (cuando {\displaystyle k=2}) y de números primos sexis  (cuando {\displaystyle k=3}). Tenemos caracterizaciones elementales basadas en la congruencia de la primordialidad de tales pares, probadas, por ejemplo, en el artículo. Ejemplos de congruencias que caracterizan a estos pares primos incluyen 
{\displaystyle 2k(2k)![(p-1)!+1]\equiv [1-(2k)!]p{\pmod {p(p+2k)}}\iff p,p+2k{\text{ ambos son primos, }}}
y la caracterización alternativa cuando {\displaystyle p}es impar tal que {\displaystyle p\not {\mid }(2k-1)!!^{2}} dado por 
{\displaystyle 2k(2k-1)!!^{2}\left({\frac {p-1}{2}}\right)!^{2}+(-1)^{\frac {p-1}{2}}\left[(2k-1)!!^{2}(p+2k)-(-4)^{k}\cdot p\right]\equiv 0\iff p,p+2k{\text{ ambos son primos. }}}
Aún existen otras caracterizaciones basadas en la congruencia del test de primalidad y se prueban a partir del teorema de Wilson (ver, por ejemplo, la Sección 3.3 en).